# Rok Biček

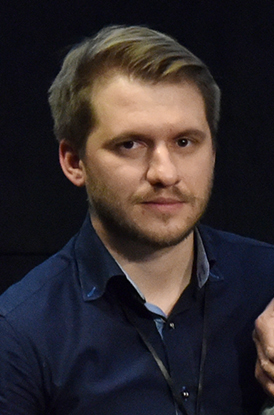
Rok Biček 2018

Rok Biček (* 17. Oktober 1985 in Novo mesto, SFR Jugoslawien) ist ein slowenischer Filmregisseur.
Biček schloss sein Studium an der Akademie für Theater, Radio, Film und Fernsehen in Ljubljana mit einem Diplom in Film- und Fernsehregie ab. Seine beiden Spielfilme Razredni sovražnik / Klassenfeind (2013) und Družina / Die Familie (2017) wurden auf dem slowenischen Filmfestival mit dem Vesna-Preis für den besten Film ausgezeichnet, während Razredni sovražnik auch Sloweniens Beitrag für den Oscar für den besten fremdsprachigen Film war.

## Regie
- 2004: PoEtika 2004: Leben, 2004, Kurzspielfilm
- 2008: Dan v Benetkah (Ein Tag in Venedig), Kurzspielfilm
- 2009: Lov na race (Entenjagd)
- 2010: Nevidni prah (Unsichtbarer Staub)
- 2013: Razredni sovražnik (Klassenfeind)